# Menophra oviceps
Menophra oviceps là một loài bướm đêm trong họ Geometridae.